# Talaat Pasja

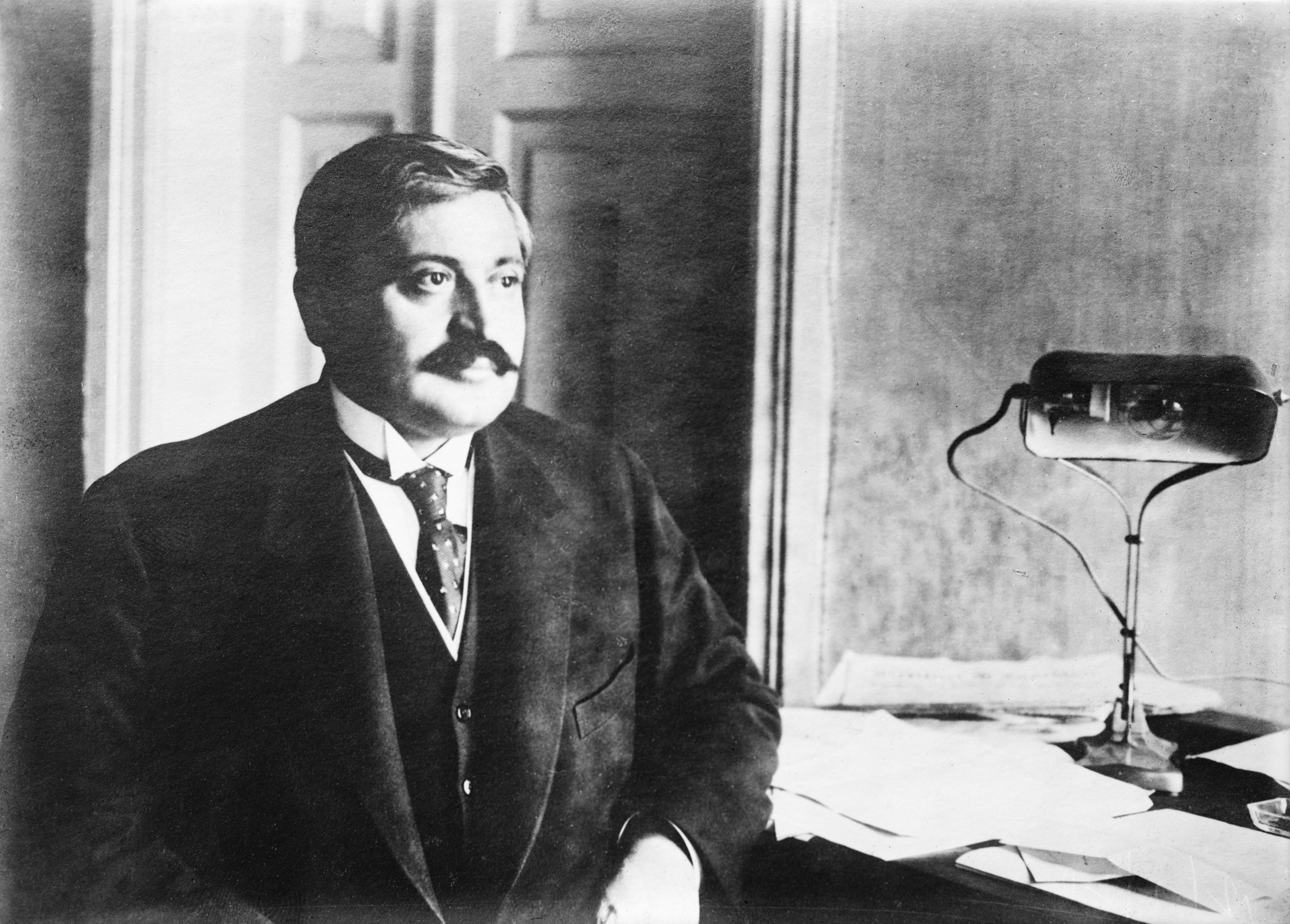
Mehmet Talaat Pasja

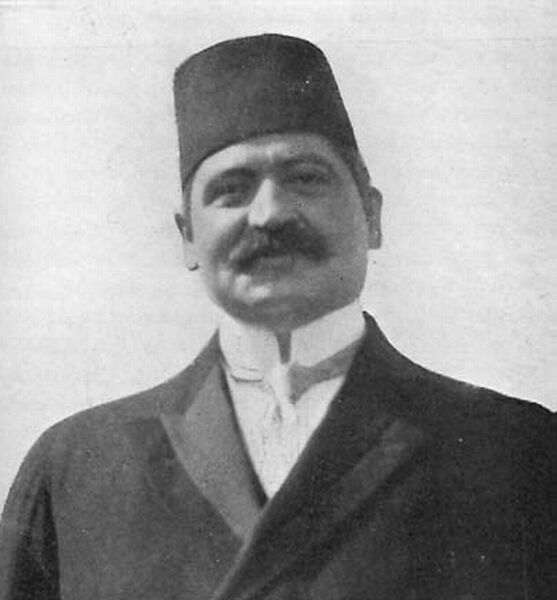
Mehmet Talaat Pasja

Mehmet Talaat Pasja (Turks: Mehmed Talat Paşa) (Edirne, 1 september 1874 – Berlijn, 15 maart 1921) was een Turks politicus ten tijde van het Osmaanse rijk. In 1908 was hij betrokken bij de afzetting van de sultan door de Jong-Turken. Na de staatsgreep van 1913 werd hij lid van het driemanschap dat de nieuwe, constitutionele Turkse staat leidde. Van 1913 tot 1917, grotendeels samenvallend met de Eerste Wereldoorlog, was hij minister van Binnenlandse Zaken. Als zodanig droeg hij grote verantwoordelijkheid voor de genocide van de Armeense, Aramese, Griekse christenen. In 1917 premier geworden, werd hij het jaar daarop, na de nederlaag van de centralen, alweer afgezet en in 1921 vermoord.

## Levensloop

### Vroege carrière
Talaat was aanvankelijk een klerk bij een postkantoor. Hij sloot zich aan het begin van de twintigste eeuw aan bij het Comité voor Eenheid en Vooruitgang (CUP). Hij werd spoedig lid van het bestuur en naar Saloniki gestuurd, het broeinest van politieke activiteiten die gericht waren tegen de autocratie van sultan Abdulhamid II. In Saloniki werd Talaat chef van de Posterijen en de Telegrafie, wat hem in staat stelde om de communicatie tussen de CUP-afdelingen te leiden.

### De 'Jong-Turkse revolutie'
In 1908 was hij een van de leiders van de 'Jong-Turkse Revolutie' van 1908 die een einde maakte aan de autocratie van Abdulhamid II en de grondwet herstelde. Turken, Armenen, Koerden, Arabieren en andere volkeren vierden feest en voor het eerst was er sprake van gelijkheid tussen de volkeren van het Ottomaanse Rijk. Na een mislukte poging van Abdulhamid om de autocratie te herstellen, werd deze laatste afgezet en vervangen door zijn broer Mehmet V Resat (1909). In 1912 werd Talaat secretaris-generaal van het CUP.
Rond 1913 sloot Talaat zich aan bij de groep Jonge Turken binnen het CUP. Deze groep bestond voornamelijk uit militairen. In januari 1913, als gevolg van het slechte verloop van de Balkanoorlog, pleegden de Jonge Turken een staatsgreep waarna het driemanschap van Enver Pasja, Djemal Pasja en Talaat Pasja aan de macht kwam. Talaat werd minister van Binnenlandse Zaken en daarna van Posterijen en Telegrafie.

### Eerste Wereldoorlog
In oktober 1914 koos Turkije de zijde van de centralen (Duitsland en Oostenrijk-Hongarije). Talaat was een voorstander van turkificatie, dat wil zeggen ervoor zorgen dat de Turken binnen het Ottomaanse Rijk het voor het zeggen bleven hebben.

### Armeense Genocide
In 1915 beval het driemanschap dat de Armeense bevolking van het Ottomaanse Rijk, die in het Turks-Russische grensgebied woonde, moest worden gedeporteerd en overgeplaatst naar verschillende delen van Anatolië en de Syrische woestijn. Dit deed het driemanschap omdat sommige Armenen de kant van de Russen hadden gekozen tijdens de Kaukasuscampagne en vanwege de massamoorden die Armeense guerrillaorganisaties zouden hebben verricht in Oost-Anatolië. Deze deportatie werd een gruwelijke tocht, welke gepaard ging met plunderingen en verkrachtingen van, en grootschalige moordpartijen op de gedeporteerde Armeniërs. Bovendien stierven onderweg naar en in de Syrische woestijn de meeste van de nog restende Armeniërs aan ondervoeding of gebrek aan water. Daarnaast kwamen er ook honderdduizenden Turkmenen, Koerden en Arabieren om vanwege hongersnoden. Volgens sommigen heeft Talaat Pasja een hoofdrol gespeeld in het opzetten en regelen van deze genocide; maar volgens de politicoloog Guenter Lewy is vooralsnog niet overtuigend bewezen dat de CUP-leiders, waaronder Talaat Pasja, ooit van plan zijn geweest om de Turkse Armenen als volk uit te roeien.

### Grootvizier
In 1917 werd Talaat Pasja grootvizier (premier) van het Ottomaanse Rijk. Hoewel het jaar 1918 niet ongunstig verliep voor het Ottomaanse Leger, omdat het front in de Kaukasus was ingestort en de Turken Azerbeidzjan wisten te bezetten (operatie o.l.v. generaal Nuri Pasja, broer van Enver Pasja), wisten de Entente-mogendheden echter het Arabische deel van het Ottomaanse Rijk te veroveren, waarna de Turken gedwongen waren om een wapenstilstand te sluiten met de Entente. In oktober 1918 werd Talaat Pasja als grootvizier afgezet en viel het kabinet. Een zakenkabinet van Izzet Pasja sloot daarop een wapenstilstand met de Entente. In november 1918 wisten Enver, Talaat en Djemal met een Duitse onderzeeboot naar Duitsland te ontsnappen.

### Vermoord
Na de Eerste Wereldoorlog werd Talaat door een rechtbank in Istanboel bij verstek ter dood veroordeeld. Maar dit proces blijkt niet voldaan te hebben aan internationale rechtsnormen. Het werd door de geallieerde bezettingsmacht omschreven als travesty of justice (aanfluiting van recht). Duitsland weigerde om hem uit te leveren. In 1921 werd Talaat door de jonge Armeen Soghomon Tehlirian, als onderdeel van de geheime Armeense Operatie Nemesis ("Vergelding") neergeschoten.